# Publius Cornelius Lentulus Spinther
Publius Cornelius Lentulus Spinther was een Romeins politicus. In 57 v.Chr. was hij consul, samen met Quintus Caecilius Metellus Nepos. Hij had de bijnaam (agnomen) Spinther omdat hij veel gelijkenis had met een populaire acteur met die naam. Cornelius Lentulus behoorde tot de gens Cornelia, een van de belangrijkste patricische geslachten.
In 49 v.Chr. bevond Lentulus zich met tien cohorten in Asculum toen Julius Caesar met het 13e legioen Gemina de Rubicon overstak; het begin van de burgeroorlog tussen Pompeius en Caesar. De Noord-Italische steden schaarden zich aan Caesars zijde. Het 12e legioen voegde zich bij Caesars leger en toen deze met twee legioenen Asculum naderde vluchtte Lentulus de stad uit, in de steek gelaten door het merendeel van zijn manschappen.
Tijdens het beleg van Corfinium onderhandelde Lentulus met Caesar over een vrijgeleide voor hem en de andere Romeinse ridders (equites), waaronder Domitius Ahenobarbus, die later opnieuw tegenover Caesar stond in het beleg van Massilia.
Na de nederlaag van de Pompeianen in de slag bij Pharsalus vluchtte Lentulus naar Rhodos. Uiteindelijk werd hij door Caesar gevangengenomen en terechtgesteld.